# シルフィウム

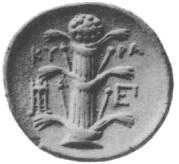
シルフィウムの茎を描いたキュレネの古代銀貨

シルフィウム（ラテン語：Silphium、またはレーザルート、レーザとも呼ばれる；古代ギリシャ語：σίλφιον、sílfion）は、古代ローマなどにおいて調味料、香水、媚薬、薬として使用された絶滅したと考えられる植物である。

## 解説
シルフィウムは、古代北アフリカの都市キュレネからの重要な交易品であった。キュレネの経済にとって極めて重要であったため、同都市のコインの多くにはこの植物の図像が刻まれていた。特に重要だった部分は、その樹脂であり、ラテン語ではlaserpicium，lasarpicium，またはlaserと呼ばれた。（植物学者は、芳香植物の属名にLaserpitiumやLaserを用いていたが、シルフィウムはこれらの属には属しないと考えられている。）
シルフィウムはすでに絶滅しているため、その正確な正体は不明である。
この種はローマ時代に絶滅したとされているが、一般的にはオオウイキョウ属に属するジャイアントフェンネル(アサフェティダ）の一種であると考えられている。
シルフィウムは、所有する人々にとって非常に貴重なものであるとされていた。また、ローマの詩人や歌手によって詩に読まれており、その価値は金と同等であるとされていた。プリニウスは、古代ローマにおいてシルフィウムの価値が高騰した原因について、「税農」の不正や乱用に起因すると指摘している。税農たちがシルフィウムの供給を独占し、その価格を吊り上げたと考えた。また、ユリウス・カエサルは、ローマの財務記録においてシルフィウムを「1500ポンドのレーザー（laser）」として正式に登録しており、これは当時の価値の高さを示す重要な証拠とされている。

## アイデンティティと絶滅
シルフィウムの正体については激しく議論されている。それは現存するサンプルがなければ遺伝子分析を行うことはできないからで、絶滅種または現生種として、フェルラ属に属すると一般的に考えられている。現存する植物であるThapsia gutmifera  、Ferula tingitana、Ferula narthex、Ferula drudeana、およびThapsia garganicaがその正体の可能性が示唆されている。特に、トルコに生息する固有種であるFerula drudeanaは、記載されている外観と、シルフィウムと性質が似ていると思われるスパイスのような樹脂を生成することから、シルフィウムの有力候補となっている。しかし、F. drudeanaはカスピ海南部地域の系統に属し、リビア東部との関連は知られていない。

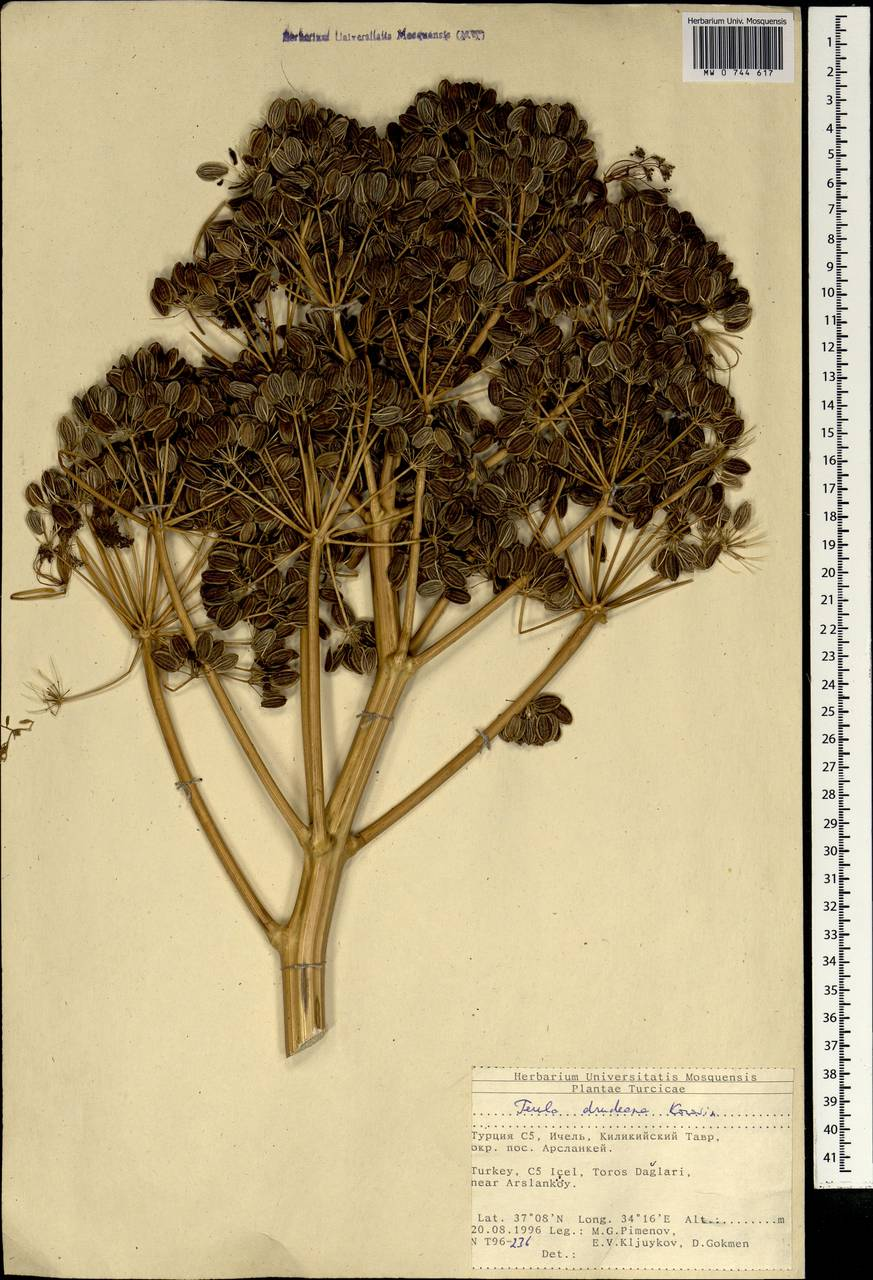
Ferula drudeanaの標本

また、違う説として、シルフィウムは単にローマ帝国で一般的に使われていた香辛料の一つであるアサフェティダの高品質な品種であったというものである。これら二つの香辛料は、ストラボンを含む多くのローマ人に同じものとみなされていた。